# Belk Bowl 2014
Match précédent Match suivant
Le Belk Bowl 2014 fut un match de football américain de niveau universitaire joué après la saison régulière de 2014, le 30 décembre 2014 au Bank of America Stadium à Charlotte en Caroline du Nord.
Il s'agissait de la 7e édition du Belk Bowl.
Le match a mis en présence les équipes de # 13 Georgia Bulldogs issue de la SEC et de # 21 Louisville Cardinals issue de la ACC.
Il a débuté à 06:36 pm (heure locale) et a été retransmis en télévision sur ESPN.
Sponsorisé par la société Belk (une chaîne de magasins dont le siège se situe à Charlotte), le match est officiellement dénommé le Belk Bowl.
# 13 Georgia Bulldogs gagne le match sur le score de 37 à 14.

## Présentation du match
| Équipes                           | Conférences | Entraîneurs   | Stats. saison rég. |
| --------------------------------- | ----------- | ------------- | ------------------ |
| # 13 Georgia Bulldogs             | SEC         | Mark Richt    | 9-3                |
| # 21 Louisville Cardinals         | ACC         | Bobby Petrino | 9-3                |
| Arbitre : David Witvoet (Big Ten) |             |               |                    |

Le match a mis en présence les # 13 Georgia Bulldogs issus de la SEC et les # 21 Louisville Cardinals issus de la ACC.
Il s'agit de la 1re rencontre entre ces deux équipes.

### # 13 Georgia Bulldogs
Avec un bilan global de 9 victoires et 3 défaites, Georgia est éligible et accepte l'invitation pour participer au Belk Bowl de 2014. Ils sont classés à l'issue de la saison régulière #13 au ranking CFP.
Ils terminent 2e de la Eastern Division de la Southeastern Conference derrière #14 Missouri, avec un bilan en conférence de 7 victoires et 1 défaites.

### # 21 Louisville Cardinals
Avec un bilan global de 9 victoires et 3 défaites, Louisville est éligible et accepte l'invitation pour participer au Belk Bowl de 2014. Ils sont classés à l'issue de la saison régulière #21 au ranking CFP.
Ils terminent 3e de l'Atlantic Division de la Atlantic Coast Conference derrière #5 Florida State et #15 Clemson, avec un bilan en conférence de 5 victoires et 3 défaites.
Il s'agit de leur seconde participation au Belk Bowl puisque avant de rejoindre l'ACC, ils avaient perdu le Belk Bowl 2011 31 à 24 contre NC State Wolfpack.

## Résumé du match
| ÉVOLUTION DU SCORE du Belk Bowl 2014 |                              |                              |                              |                              |                              | |       |       |
| QT                                   | Temps                        | Drive                        | Drive                        | Drive                        | Équipe                       | Description de l'action | Score | Score |
|                                      |                              | Jeux                         | Yards                        | TDP                          |                              | | UGA   | LOU   |
| 1                                    | 08:24                        | 8                            | 90                           | 03:16                        | UGA                          | TD de 45 yards par WR Chris Conley à la suite d'une réception d'une passe de QB Hutson Mason + 1 point de conversion par kicker Marshall Morgan | 7     | 0     |
| 1                                    | 04:25                        | 9                            | 84                           | 03:59                        | LOU                          | TD de 12 yards par Gerald Christian à la suite d'une réception d'une passe de QB Kyle Bolin + 1 point de conversion par kicker John Wallace     | 7     | 7     |
| 2                                    | 11:33                        | 9                            | 43                           | 02:30                        | UGA                          | FG de 41 yards par kicker Marshall Morgan | 10    | 7     |
| 2                                    | 06:40                        | 7                            | 76                           | 02:19                        | UGA                          | TD à la suite d'une course de 31 yards par RB Nick Chubb + 1 point de conversion par kicker Marshall Morgan                                     | 17    | 7     |
| 2                                    | 04:58                        | 4                            | 4                            | 01:23                        | UGA                          | FG de 22 yards par kicker par Marshall Morgan                                                                                                   | 20    | 7     |
| 3                                    | 05:41                        | 3                            | 97                           | 00:57                        | UGA                          | TD à la suite d'une course de 2 yards par RB Sony Michel + 1 point de conversion par kicker Marshall Morgan                                     | 27    | 7     |
| 3                                    | 01:48                        | 10                           | 70                           | 03:53                        | LOU                          | TD à la suite d'une course de 6 yards par HB Brandon Radcliff + 1 point de conversion par kicker John Wallace                                   | 27    | 14    |
| 4                                    | 05:20                        | 9                            | 43                           | 04:13                        | UGA                          | FG de 41 yards par kicker Marshall Morgan | 30    | 14    |
| 4                                    | 02:02                        | 4                            | 45                           | 02:16                        | UGA                          | TD à la suite d'une course de 8 yards par RB Nick Chubb + 1 point de conversion par kicker Marshall Morgan                                      | 37    | 14    |
| "TDP" = temps de possession.         | "TDP" = temps de possession. | "TDP" = temps de possession. | "TDP" = temps de possession. | "TDP" = temps de possession. | "TDP" = temps de possession. | "TDP" = temps de possession. | 37    | 14    |

## Statistiques
| Statistiques par Équipes               | Statistiques par Équipes | Statistiques par Équipes |
| Statistiques                           | UGA                      | LOU                      |
| -------------------------------------- | ------------------------ | ------------------------ |
| 1er downs                              | 22                       | 20                       |
| Conversion de 3e Down                  | 12/18                    | 6/14                     |
| Conversion de 4e Down                  | 0/1                      | 1/2                      |
| Jeux–yards                             | 505 yards pour 76 jeux   | 376 yards pour 71 jeux   |
| Yards à la course                      | 305                      | 62                       |
| Yards à la passe                       | 200                      | 314                      |
| Passes : Réussies-Tentées-Interceptées | 14/24-1 Int.             | 21/44-3 Int.             |
| Réussite en zone rouge/chances         | 3/3                      | 2/3                      |
| TD                                     | 4                        | 2                        |
| Field Goals                            | 3/3                      | 0/0                      |
| Sacks (Nombre-Yards perdus)            | 4 pour 36 yards          | 1 pour 4 yards           |
| Fumbles (Nombre/Perdus)                | 1/1                      | 1/0                      |
| Pénalités (Nombre/Yards perdus)        | 4 - 32 yards             | 7 - 44 yards             |
| Temps de possession                    | 33:00                    | 27:00                    |

| Meilleur Joueur (MVP) | Meilleur Joueur (MVP) | Meilleur Joueur (MVP) |
| --------------------- | --------------------- | --------------------- |
| Nom                   | Équipe                | Poste                 |
| Nick Chubb            | Georgia               | RB                    |

| Statistiques Individuelles | Statistiques Individuelles | Statistiques Individuelles     |
| -------------------------- | -------------------------- | ------------------------------ |
| Quaterbacks                |                            |                                |
| UGA                        | Hutson Mason               | 10/15, 149 yards, 1 TD         |
| LOU                        | Bolin, K.                  | 20/40, 2 Int., 300 yards, 1 TD |
| Meilleurs Coureurs         |                            |                                |
| UGA                        | Nick Chubb                 | 33 courses, 268 yards, 2 TD    |
| LOU                        | Radcliff, B.               | 19 courses, 89 yards, 1 TD     |
| Meilleurs Receveurs        |                            |                                |
| UGA                        | Chris Conley               | 4 Réc., 80 yards, 1 TD         |
| LOU                        | Parker, D.                 | 8 Réc., 120 yards              |
| Meilleurs Tackleurs        |                            |                                |
| UGA                        | Lorenzo Carter             | 5 tackles, 3 assistes, 1 sack  |
| LOU                        | Sample,J.                  | 10 tackles, 4 assistes         |